# Saison 2011 des Rockies du Colorado
La Saison 2011 des Rockies du Colorado est la 19e saison en Ligue majeure pour cette franchise.
Les Rockies se classent quatrièmes sur cinq équipes dans la division Ouest de la Ligue nationale avec une performance de 73 victoires contre 89 défaites. Ils gagnent 10 matchs de moins qu'en 2010.

## Intersaison

### Cactus League
34 rencontres de préparation sont programmées du 26 février au 30 mars à l'occasion de cet entraînement de printemps 2011 des Rockies.
Avec 20 victoires et 11 défaites, les Rockies terminent deuxièmes de la Cactus League et enregistrent la troisième meilleure performance des clubs de la Ligue nationale.

## Saison régulière

### Classement
| Ligue nationale (Division Ouest) | V  | D  | %    | GB  |
| -------------------------------- | -- | -- | ---- | --- |
| Diamondbacks de l'Arizona        | 94 | 68 | .580 | -   |
| Giants de San Francisco          | 86 | 76 | .531 | 8   |
| Dodgers de Los Angeles           | 82 | 79 | .509 | 11½ |
| Rockies du Colorado              | 73 | 89 | .451 | 21  |
| Padres de San Diego              | 71 | 91 | .438 | 23  |

### Résultats
| Légende              | Légende             | Légende       |
| victoire des Rockies | défaite des Rockies | match reporté |
| -------------------- | ------------------- | ------------- |

#### Mai
| #  | Date    | Adversaire     | Score | Victoire     | Défaite       | Sauvetage | Affluence | Bilan |
| -- | ------- | -------------- | ----- | ------------ | ------------- | --------- | --------- | ----- |
| 26 | 1er mai | Pirates        | 8 - 4 | Morton (3-1) | Jiménez (0-2) |           | 35 012    | 17-9  |
| 27 | 3 mai   | @ Diamondbacks |       |              |               |           |           |       |
| 28 | 4 mai   | @ Diamondbacks |       |              |               |           |           |       |
| 29 | 5 mai   | @ Diamondbacks |       |              |               |           |           |       |
| 30 | 6 mai   | @ Giants       |       |              |               |           |           |       |
| 31 | 7 mai   | @ Giants       |       |              |               |           |           |       |
| 32 | 8 mai   | @ Giants       |       |              |               |           |           |       |
| 33 | 9 mai   | Mets           |       |              |               |           |           |       |
| 34 | 10 mai  | Mets           |       |              |               |           |           |       |
| 35 | 11 mai  | Mets           |       |              |               |           |           |       |
| 36 | 13 mai  | Padres         |       |              |               |           |           |       |
| 37 | 14 mai  | Padres         |       |              |               |           |           |       |
| 38 | 15 mai  | Padres         |       |              |               |           |           |       |
| 39 | 16 mai  | Giants         |       |              |               |           |           |       |
| 40 | 17 mai  | Giants         |       |              |               |           |           |       |
| 41 | 18 mai  | @ Phillies     |       |              |               |           |           |       |
| 42 | 19 mai  | @ Phillies     |       |              |               |           |           |       |
| 43 | 20 mai  | @ Brewers      |       |              |               |           |           |       |
| 44 | 21 mai  | @ Brewers      |       |              |               |           |           |       |
| 45 | 22 mai  | @ Brewers      |       |              |               |           |           |       |
| 46 | 24 mai  | Diamondbacks   |       |              |               |           |           |       |
| 47 | 24 mai  | Diamondbacks   |       |              |               |           |           |       |
| 48 | 25 mai  | Diamondbacks   |       |              |               |           |           |       |
| 49 | 26 mai  | Diamondbacks   |       |              |               |           |           |       |
| 50 | 27 mai  | Cardinals      |       |              |               |           |           |       |
| 51 | 28 mai  | Cardinals      |       |              |               |           |           |       |
| 52 | 29 mai  | Cardinals      |       |              |               |           |           |       |
| 53 | 30 mai  | @ Dodgers      |       |              |               |           |           |       |
| 54 | 31 mai  | @ Dodgers      |       |              |               |           |           |       |

## Draft
La Draft MLB 2011 se tient du 6 au 8 juin 2011 à Secaucus (New Jersey). Les Rockies ont le vingtième choix.

## Affiliations en ligues mineures
| Niveau          | Equipe                   | Ligue                   | Manager         | Vic. | Déf. | Classement |
| --------------- | ------------------------ | ----------------------- | --------------- | ---- | ---- | ---------- |
| AAA             | Colorado Springs Sky Sox | Pacific Coast League    | Stu Cole        |      |      |            |
| AA              | Tulsa Drillers           | Texas League            | Duane Espy      |      |      |            |
| Advanced A      | Modesto Nuts             | California League       | Jerry Weinstein |      |      |            |
| A               | Asheville Tourists       | South Atlantic League   | Joe Mikulik     |      |      |            |
| A-Saison courte | Tri-City Dust Devils     | Northwest League        | Fred Ocasio     |      |      |            |
| Rookie          | Casper Ghosts            | Pioneer League          | Tony Diaz       |      |      |            |
| Rookie          | DSL Rockies              | Dominican Summer League |                 |      |      |            |